# اداوكونكي (سيدي أحمد السايح)
اداوكونكي هي إحدى مشيخات المملكة المغربية، تتبع جغرافيا لإقليم الصويرة وإداريًا لسيدي أحمد السايح. يقدر عدد سكانها بـ 2844 نسمة حسب الإحصاء الرسمي للسكان والسكنى لسنة 2004.